# Lira (instrumento musical)

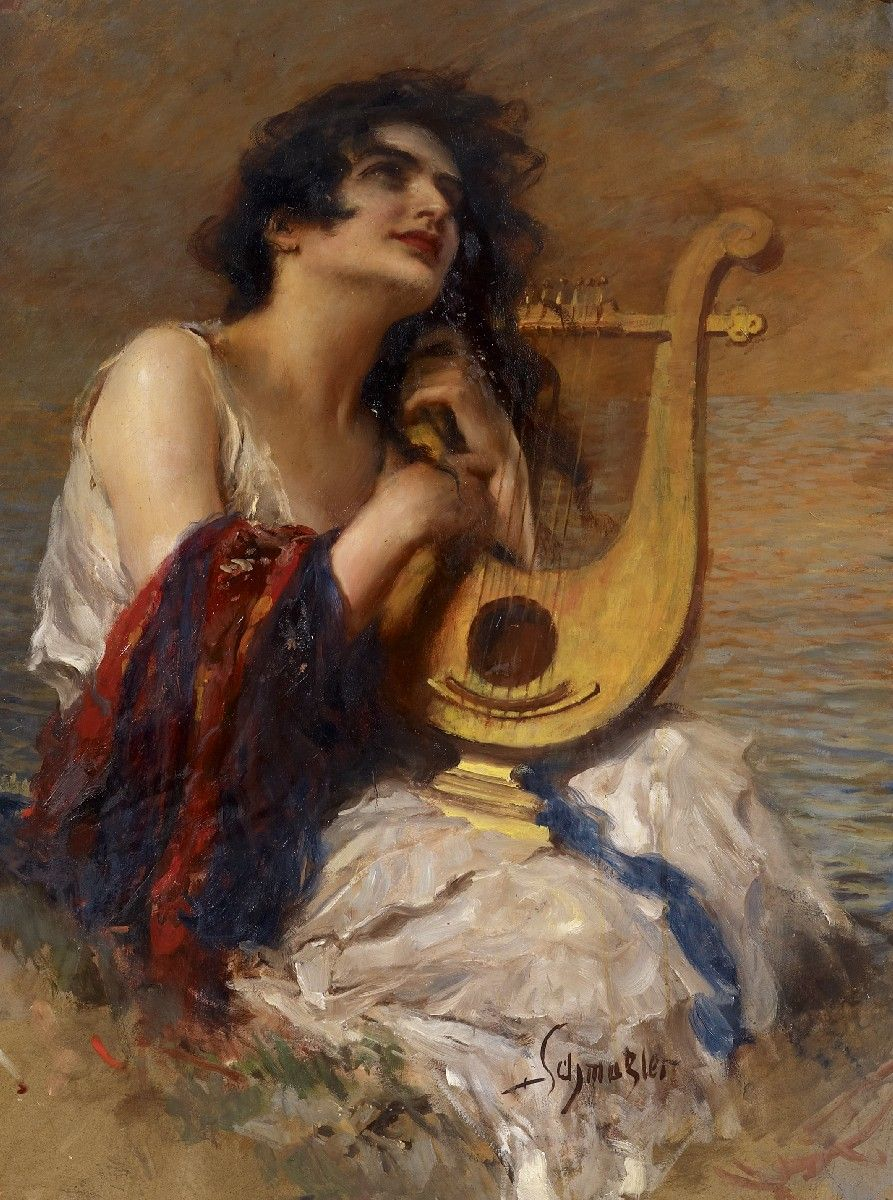
Mujer con una lira

La lira (del griego «λύρα», posteriormente en latín «lyra») es un instrumento de cuerda punteada antiguo, con forma de ábaco, cuyo origen los griegos atribuyeron a Hermes, dios de la retórica y el comercio (otras versiones menos populares lo atribuyen a la musa Polimnia, una de las nueve musas artísticas, hijas de Zeus). Fue el instrumento musical que talló Hermes, y el que porta Apolo (dios de la música), como símbolo de la unificación del estado ciudadano, de la cultura, la música, la religión y las ciencias. Este instrumento era muy importante en la vida cotidiana y popular en todas las poblaciones griegas, siendo muy frecuente hallar en las antiguas vasijas escenas donde se puede ver a los personajes ejecutando la lira y otros instrumentos cordófonos.
La lira es un instrumento musical que, como el arpa, se toca con las dos manos. Está compuesta por tres, seis y hasta doce cuerdas, dependiendo de su complejidad.
Según la Biblia, siglos después, en manos de David, el rey poeta y sabio, ejecutaba la lira (kinnor) como el salterio, evocando la unión con la divinidad y la religión. El rey David tocaba la lira para tranquilizar a Saúl.
Algunos instrumentos descendientes de la lira son la cítara, el arpa, la guitarra y el laúd, que continúan la tradición de la lira hasta nuestros días como los instrumentos del poeta y el trovador. Dyehuty es el dios de la sabiduría, la escritura, la música y de la Luna, en la mitología egipcia. Estaba relacionado con la música como inventor de la lira. Precisamente la lira proviene del arpa egipcia.

## Historia
La lira más antigua y sencilla tenía tres cuerdas pero después pasó a cuatro, cinco, seis, siete e incluso doce. 
En la región del Báltico, se han descubierto restos arqueológicos que sugieren la existencia de instrumentos de cuerda similares a liras desde épocas prehistóricas. Aunque los hallazgos son escasos, se han encontrado fragmentos de madera y otros materiales que podrían haber formado parte de instrumentos de cuerda utilizados en rituales y ceremonias. Estos descubrimientos indican que las culturas bálticas antiguas desarrollaron formas primitivas de liras, adaptadas a sus contextos culturales y materiales disponibles. En particular, se han encontrado restos de instrumentos de cuerda similares a la lira en áreas del Báltico, como Lituania y Letonia. Estos instrumentos, conocidos localmente como kanklės en Lituania y kokle en Letonia, son parte de una tradición musical que se remonta a tiempos antiguos.
En Egipto, llegó a tener hasta dieciocho cuerdas. Las partes de la lira, además de las cuerdas eran:

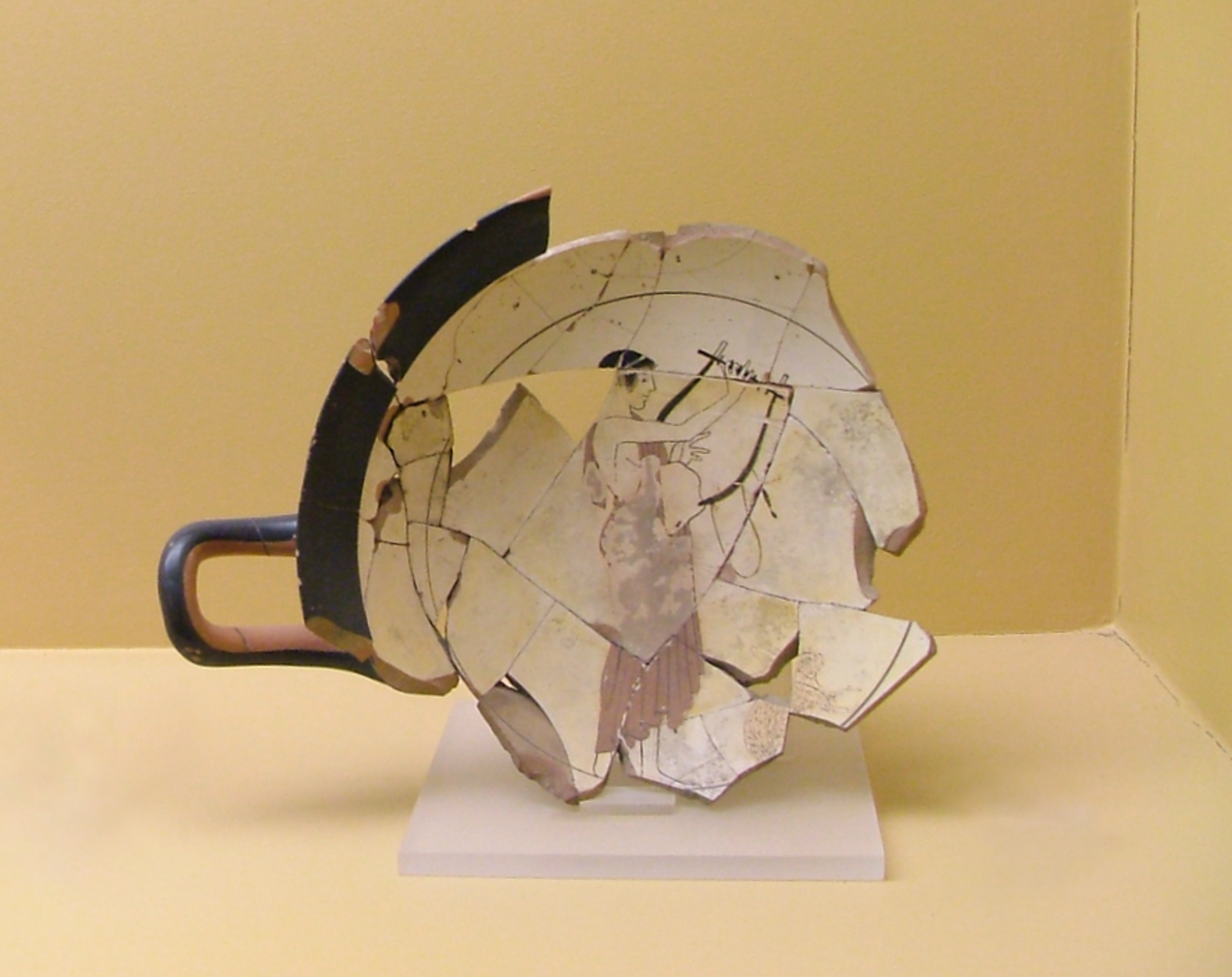
Kílix con un joven afinando su lira. Museo del Ágora de Atenas.

- la caja, que en un principio era confeccionada con caparazones de tortuga y después de madera.
- la tabla que cerraba la caja y que a menudo no era más que una simple piel seca distendida.
- los montantes adoptados a la caja.
- el yugo colocado a través de un montante al otro.

En Grecia, las tres cuerdas recibían los nombres de las tres musas de Delfos; de la grave a la aguda: Nete, Mese e Hípate. Las cuerdas pasaban sobre una concha de tortuga, llamada en griego cheloné y chelys, palabra que sirvió también para designar cierta especie de lira, cuya fonética inspiró a un nuevo instrumento, el chelo. La añadidura del mogas hacia la lira más pesada que la cítara y por esta razón la llevaban colgada a la espalda por medio de una correa o bálteo, y de esto sacó Apuleyo el nombre de apta balteo, esto es, propia para ser colgada en las espaldas. Filóstrato describiendo la lira de Anfión (rey de Tebas) dice que la madera empleada en la construcción de la lira era boj y lo demás era de cuernos de cabrón montés. Los dos brazos de la lira de Terpsícore que se encuentra en el Museo Napoleón están hechos de anillos. Esta lira representa una de aquellas que están formadas de una concha de tortuga y los brazos de astas de cabrón. La lira, que Aquiles tiene en la mano en la lámina 8.ª del tomo 1.º de las pinturas de Herculano, es de color encarnado, de lo que puede deducirse que pintaban la madera de las liras de aquel color que era su favorito. Por un pasaje de los fastos de Ovidio se demuestra que los Citaristas tenían el gusto de llevar un Chlamys o capa de color encarnado. La estética de los instrumentos para esa época reunían también decorados de dorado y blanco, y con terminaciones elegantes. 
Los poetas han entendido por lira la más hermosa y más calma armonía así es que hace un gran papel en sus poemas y hablan con entusiasmo del placer que causa. Tenía la ventaja de poderse cantar y acompañarse con ella y se servían de ella en los coros trágicos. Precisamente, «lira» proviene del griego «λυρικός» (lírico o lírica). 
Al arte de tocar la lira se le llamaba citaristica o lirística, y al acto de tocaría se le daba los nombres de Lyrizein, Kytarizein y Psallein y a los tocadores los liristas y citaristas. El que cantaba y se acompañaba con la lira era conocido con el nombre de Lyrodos o de Citharaedus y los de Lyrodia y Citharaedia eran las palabras que designaban la acción de acompañarse de este modo. Algunas veces la lira y la flauta se acompañaban recíprocamente a lo que Suidas da el nombre de Synaulia o según el dialecto ático xynaulia con cuya palabra se entendía el recíproco acompañamiento de dos flautas.

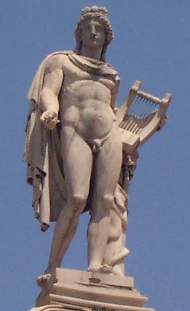
Apolo Citaredo, Atenas

Largo sería el poner el catálogo de los músicos que han sido célebres en este instrumento. La mitología señala como los más famosos a Apolo, Mercurio, Terpsícore, Orfeo, Lino, Anfión, Demódoco, etc. Todos los griegos aprendían la música y al principio o al fin de las comidas cantaban unas canciones llamadas escolias y principalmente la de Harmodio y Aristogitón. Pasaba la lira de uno a otro y cada uno cantaba a su vez una estrofa acompañándose con ella. En Atenas habiendo en una ocasión semejante pasado la lira a manos del gran estratega militar Temístocles, que no sabía tocarla, se lo tuvo por falto de educación. La palabra amousikos u hombre que no sabe la música significaba un hombre sin gusto y sin educación o, como se dice entre nosotros, un paleto.
Muchos siglos después, en su obra renacentista intitulada Lira Barberina, Giovanni Battista Doni hizo una colección de diferentes figuras de la lira. Le dio aquel título porque daba en ella la explicación de una que hizo fabricar para el cardenal Francesco Barberini según el sistema de los antiguos tal como él lo concebía. El editor de esta obra, después de la muerte de Doni, reunió en dos grandes tomos todo cuanto había escrito este sobre música.
En la Grecia pre-clásica, y con la evolución de las teorías de la armonía, donde definitivamente se cerró la discusión que el número de notas debía ser 7, era frecuente utilizar liras y cítaras de siete cuerdas.

## Mitología
En la mitología griega la lira fue inventada por Hermes quien se la regaló a Apolo a cambio del caduceo (vara con dos serpientes que representa al comercio) y, desde entonces, figuró como atributo de este dios. En la mitología egipcia el dios Tot estaba relacionado con la música y era considerado el inventor de la lira: se dice que su nombre proviene de la flor de lirio debido a su forma tan similar.

## Lira griega clásica

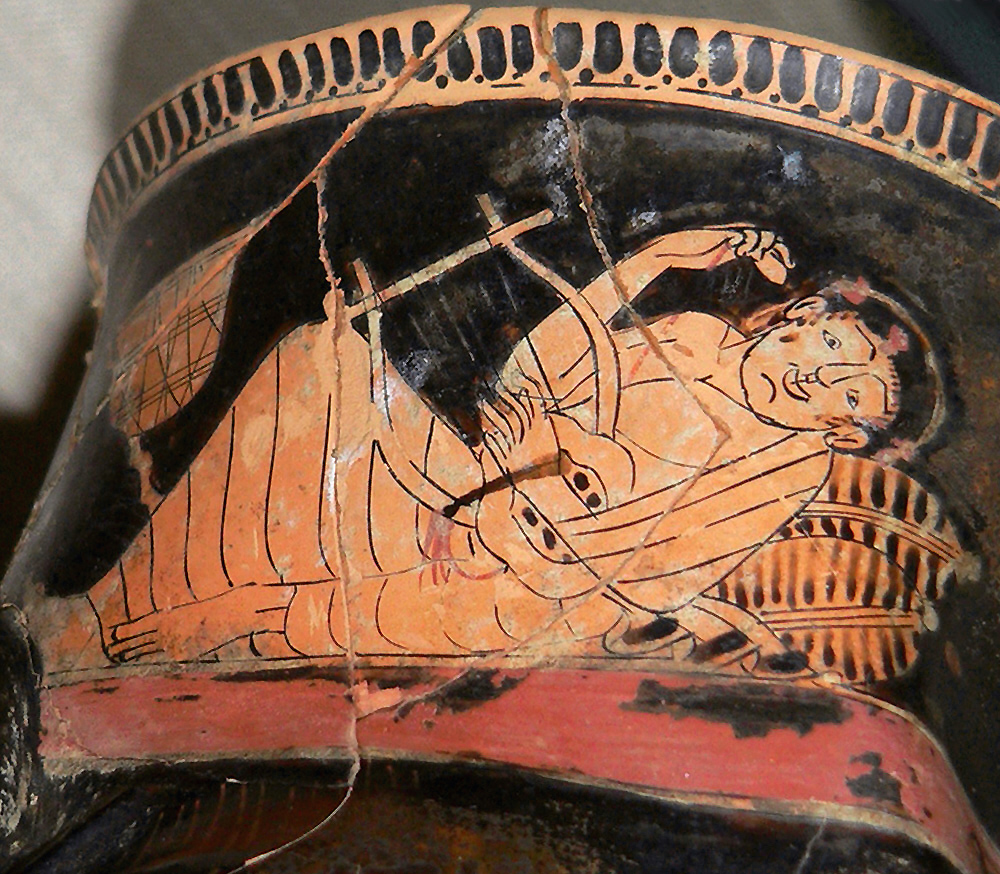
Lira con cuerpo de carey (ritón, c. 475 a. C..

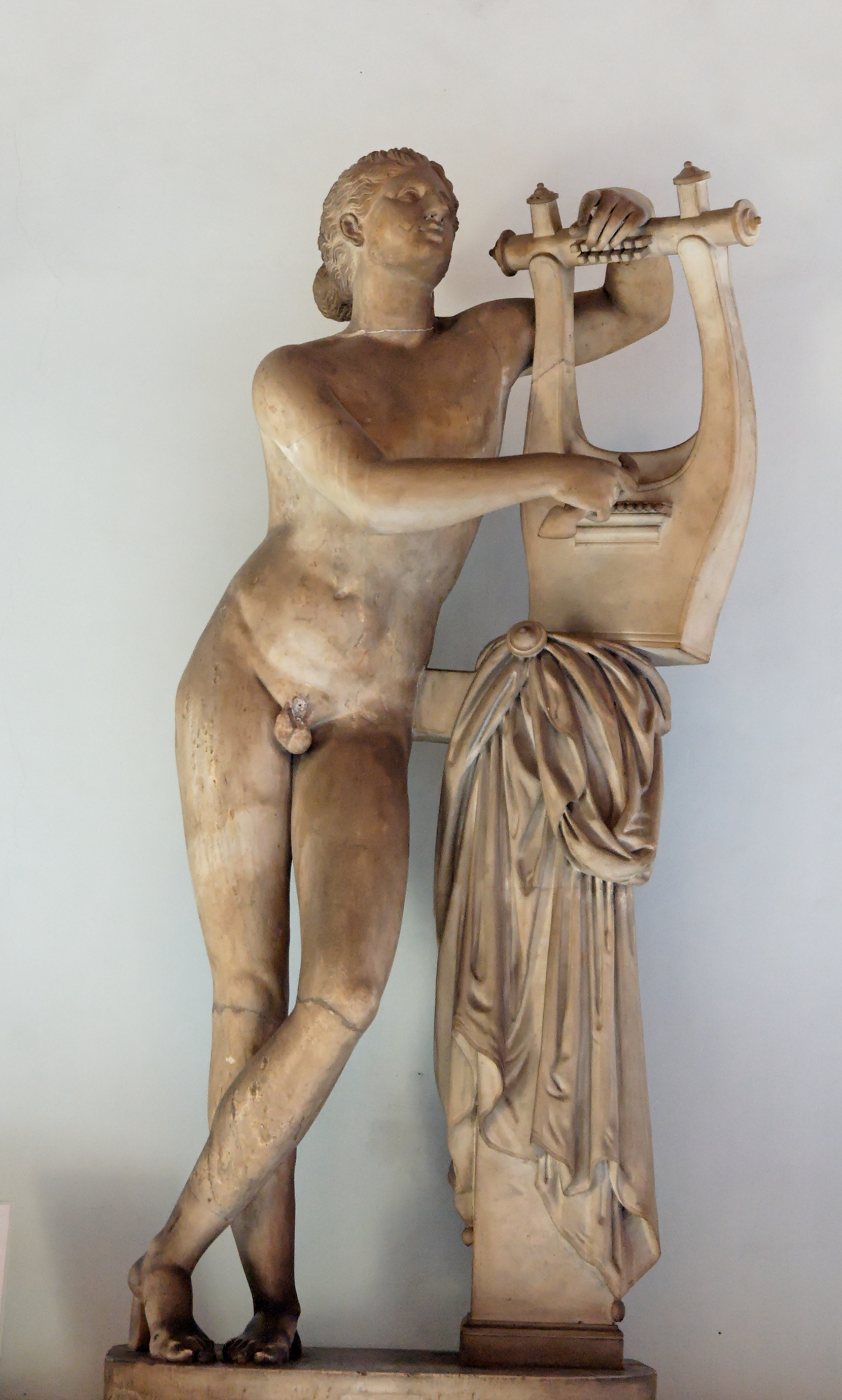
Poto (Deseo), restaurado como Apolo Citaredo durante la época romana (siglo I o II d.C., basado en una obra griega c. 300 a. C.); no se conservan las cuerdas de la cítara.

En la Antigua Grecia, la recitación de la poesía lírica se acompañaba con el toque de la lira. La imagen más antigua de una lira griega aparece en el famoso sarcófago de Hagia Triada (un asentamiento minoico en Creta). El sarcófago se utilizó durante la ocupación de Creta por parte de los micénicos (c. 1400 a. C.).
La lira de la antigüedad clásica se tocaba habitualmente rasgueando como una guitarra o una cítara, en lugar de ser punteada con los dedos como en el caso del arpa. Una púa llamada plectro se sostenía en una mano, mientras que los dedos de la mano libre silenciaban las cuerdas no deseadas.

### Construcción
Una lira clásica tiene un cuerpo hueco o caja de resonancia (también conocido como caja de resonancia o resonador), que, en la antigua tradición griega, estaba hecho de caparazón de tortuga. De esta caja de resonancia salen dos brazos elevados, a veces huecos, y curvados hacia fuera y hacia delante. Están conectados cerca de la parte superior por un travesaño o yugo. Un travesaño adicional, fijado a la caja de resonancia, constituye el puente, que transmite las vibraciones de las cuerdas. La nota más grave era la más cercana al cuerpo del músico; como las cuerdas no diferían mucho en longitud, se podía ganar más peso para las notas más graves con cuerdas más gruesas, como en el violín y otros instrumentos modernos similares, o se afinaban teniendo una tensión más floja. Las cuerdas eran de tripa. Se tensaban entre el yugo y el puente, o a un cordal por debajo del puente. Había dos maneras de afinar: una era sujetar las cuerdas a clavijas que podían girarse, mientras que la otra era cambiar la colocación de la cuerda en el travesaño; es probable que ambos expedientes se utilizaran simultáneamente.
Las liras se utilizaban sin diapasón, no habiéndose encontrado ninguna descripción o representación griega que pueda interpretarse como referida a uno. Tampoco era posible utilizar un arco, ya que la caja de resonancia plana era un impedimento insuperable. Sin embargo, la púa o plectro se utilizaba constantemente. Se sujetaba con la mano derecha para hacer vibrar las cuerdas superiores; cuando no se utilizaba, colgaba del instrumento mediante una cinta. Los dedos de la mano izquierda tocaban las cuerdas inferiores (presumiblemente para silenciar aquellas cuyas notas no se deseaban).

### Número de cuerdas
Antes de que la civilización griega hubiera asumido su forma histórica (c. -1200), es probable que hubiera una gran libertad e independencia de las diferentes localidades en materia de encordado de la lira, lo que se corrobora por el uso antiguo de las afinaciones cromática (medio tono) y enarmónica (cuarto de tono) -lo que apunta a una exuberancia temprana, y quizás también a un sesgo hacia los refinamientos de la entonación. El número de cuerdas de la lira clásica, por lo tanto, variaba, habiendo sido populares en diversas épocas tres, cuatro, seis, siete, ocho y diez.
El sacerdote y biógrafo Plutarco (c. 100 d. C.) escribió sobre los músicos de la período arcaico Olimpo y Terpandro, que utilizaban sólo tres cuerdas para acompañar su recitación; pero no hay pruebas a favor o en contra de que esto se remonte a ese período. La primera lira conocida tenía cuatro cuerdas, afinadas para crear un tetracordio o serie de cuatro tonos que rellenaban el intervalo de una cuarta perfecta. Duplicando el tetracordio se obtenía una lira de siete u ocho cuerdas. Asimismo, la lira de tres cuerdas puede haber dado lugar a la lira de seis cuerdas representada en muchos vasos griegos arcaicos. No se puede insistir en la exactitud de esta representación, ya que los pintores de jarrones eran poco conscientes de la expresión completa de los detalles; sin embargo, cabe suponer que su tendencia sería más bien la de imitar que la de inventar un número. Era una práctica constante representar las cuerdas como amortiguadas por los dedos de la mano izquierda del músico, después de haber sido golpeadas por el plectro sostenido en la mano derecha.

### Origen
Según la antigua mitología griega, el joven dios Hermes robó a Apolo un rebaño de vacas sagradas. Para que no le siguieran, hizo unos zapatos para las vacas que las obligaban a caminar hacia atrás. Apolo, siguiendo las huellas, no podía seguir por dónde iban las vacas. En el camino, Hermes sacrificó una de las vacas y ofreció a los dioses todo menos las entrañas. Con las vísceras y un caparazón de tortuga, creó la Lira. Apolo, averiguando que era Hermes quien tenía sus vacas, se enfrentó al joven dios. Apolo se puso furioso, pero tras escuchar el sonido de la lira, su ira se desvaneció. Apolo se ofreció a cambiar el rebaño de ganado por la lira. De ahí que la creación de la lira se atribuya a Hermes. Otras fuentes la atribuyen al propio Apolo.
Algunas de las culturas que utilizaron y desarrollaron la lira fueron las colonias griegas de Eolia y Jonia en las costas de Asia Menor, en la actual Turquía, que bordeaban el imperio lidio. Se cree que algunos maestros míticos, como Museo, y Thamyris, nacieron en Tracia, otro lugar de amplia colonización griega. El nombre kissar (cítara) dado por los antiguos griegos a los instrumentos de caja egipcios revela las aparentes similitudes reconocidas por los propios griegos. El apogeo cultural del antiguo Egipto, y por tanto la posible antigüedad de los primeros instrumentos de este tipo, es anterior al siglo V a. C.. clásico de Grecia. Esto indica la posibilidad de que la lira haya existido en uno de los países vecinos de Grecia, ya sea Tracia, Lidia o Egipto, y que haya sido introducida en Grecia en tiempos preclásicos.

## Liras de Oriente Próximo y Medio

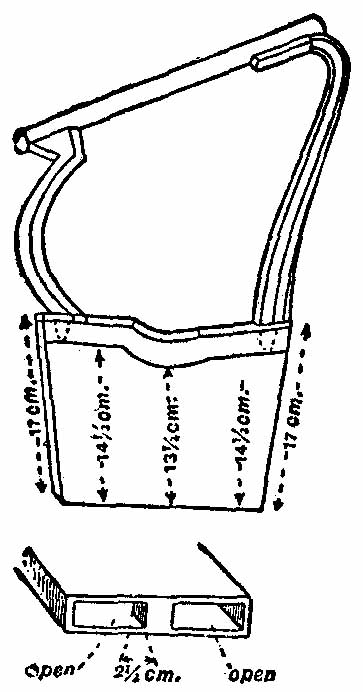
Una lira del Antiguo Egipto, encontrada en Tebas, Egipto

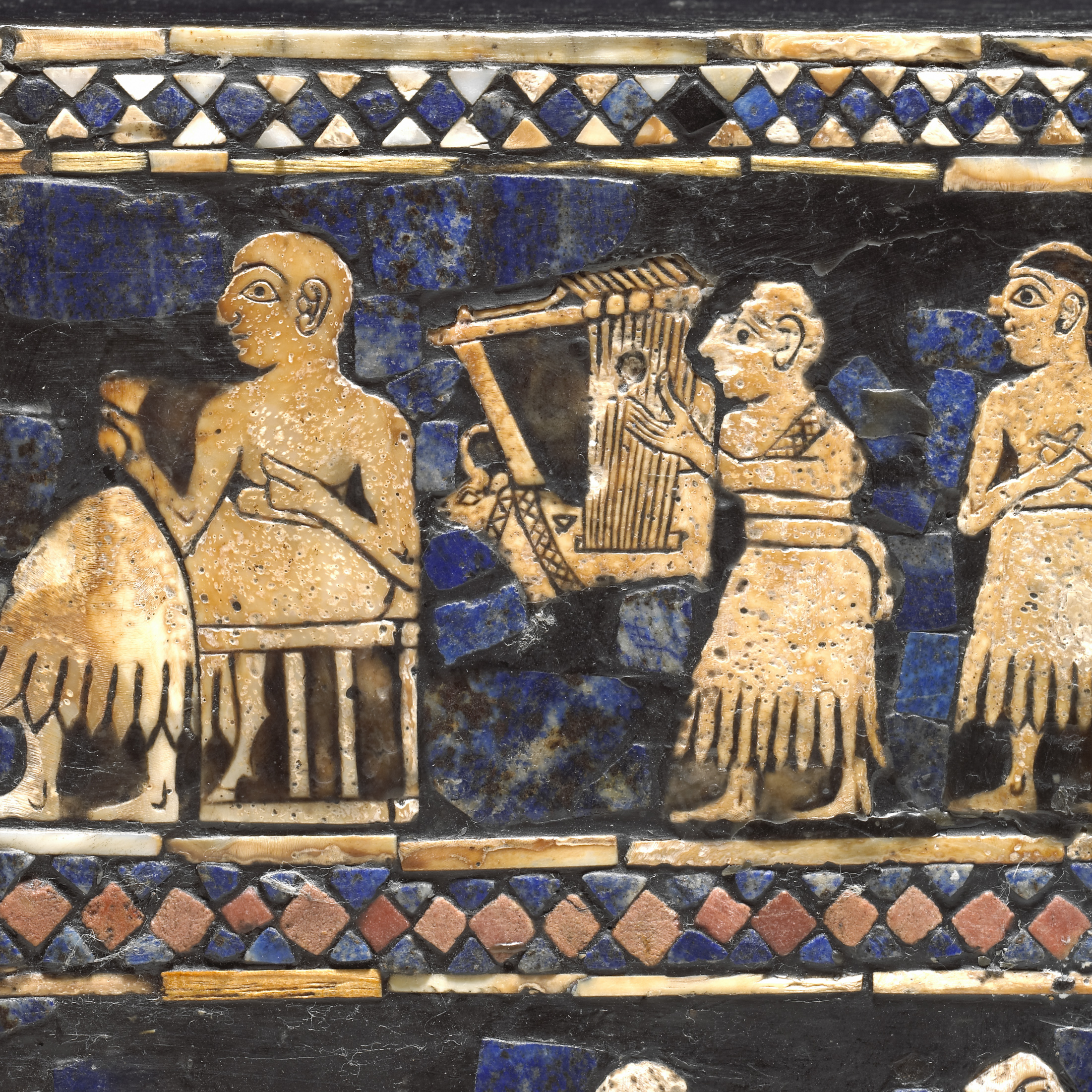
Una lira en el estandarte de Ur, c. 2500 a. C.

Las liras de Ur, excavadas en la antigua Mesopotamia (actual Irak), datan del 2500 a. C. y se consideran los instrumentos de cuerda más antiguos del mundo que se conservan.
El kinnor es un antiguo instrumento musical israelita de la familia de las liras, el primero que se menciona en el Antiguo Testamento. Su identificación exacta no está clara, pero en la actualidad se traduce generalmente como "arpa" o "lira",: 440  y se asocia con un tipo de lira representada en la imaginería israelita, particularmente en las monedas de Bar Kochba.: 440  Se le ha calificado como el "instrumento nacional" del pueblo judío, y los luthiers modernos han creado reproducciones de liras del "kinnor" basadas en esta imaginería.

## Liras del centro y norte de Europa

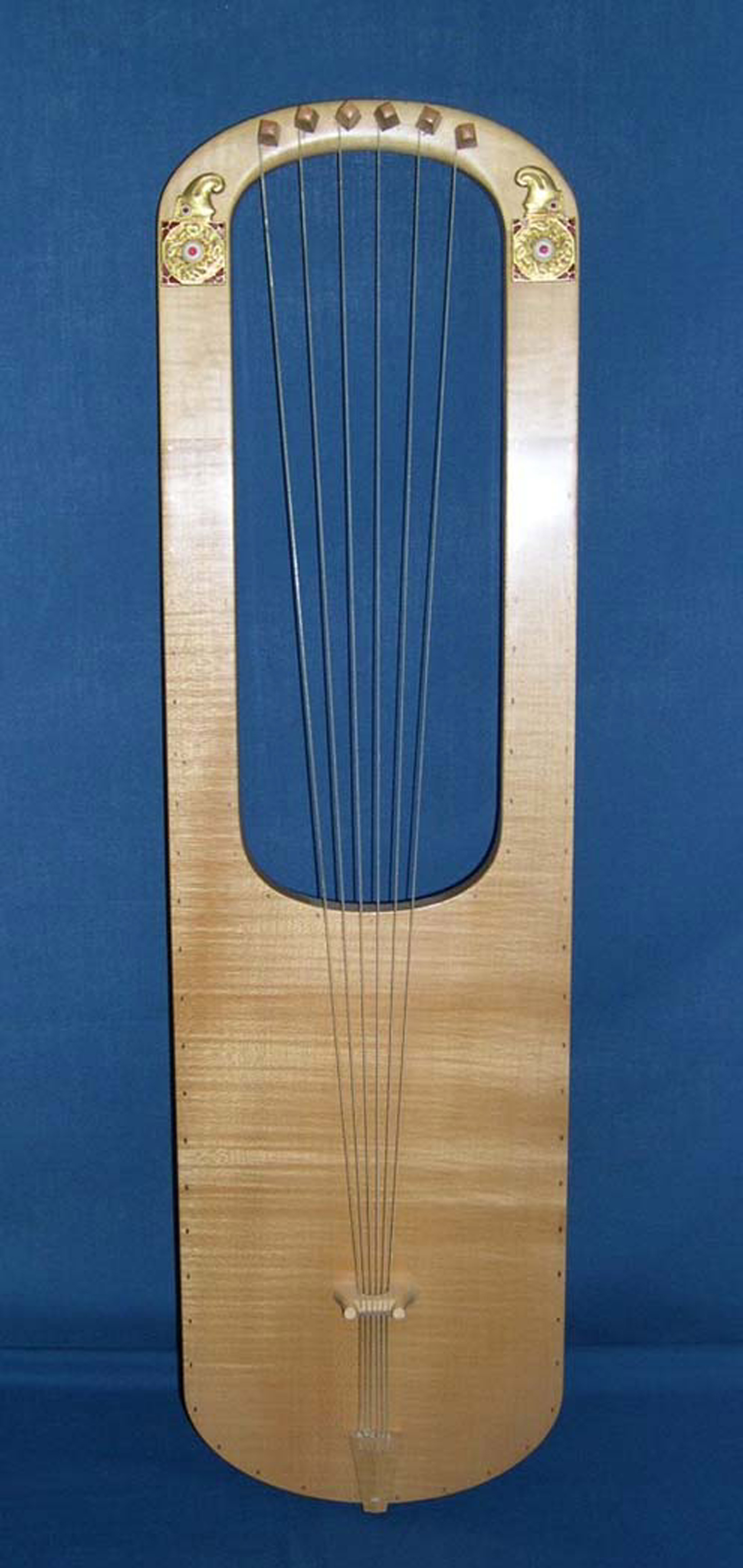
Reproducción de la lira del entierro real de Sutton Hoo (Inglaterra), c. 600 AD
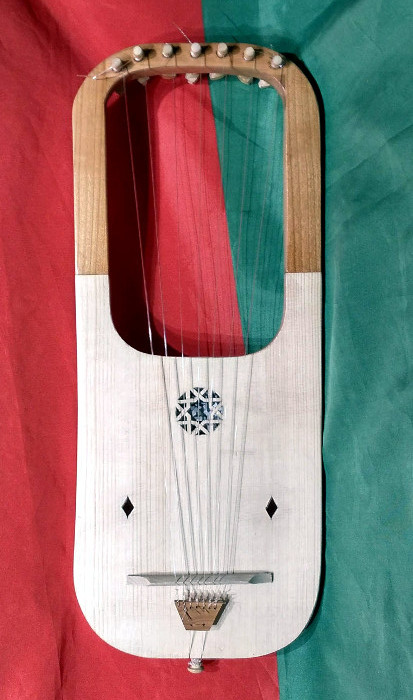
Reconstrucción de una lira germánica (Rotte, Round lyre)

Otros instrumentos conocidos como liras se han fabricado y utilizado en Europa fuera del mundo grecorromano desde al menos la Edad de Hierro. Los restos de lo que se cree que es el puente de una Lira de 2.300 años de antigüedad fueron descubiertos en la Isla de Skye, Escocia en 2010 convirtiéndola en la pieza más antigua de Europa que ha sobrevivido de un instrumento musical de cuerda. Las pruebas materiales sugieren que las liras se generalizaron durante la Alta Edad Media, y una opinión sostiene que muchos instrumentos de cuerda modernos son ejemplos de la clase lira de aparición tardía. No hay pruebas claras de que las liras no grecorromanas se tocaran exclusivamente con plectra, y numerosos instrumentos considerados por algunos como liras modernas se tocan con arcos.
Las liras que parecen haber surgido independientemente de los grecorromanos [fueron utilizadas por los pueblos germánicos y celtas de la Alta Edad Media. A veces se les llama salterio. No se pueden determinar las fechas de origen, que probablemente varían de una región a otra, pero se cree que los fragmentos más antiguos conocidos de tales instrumentos datan del siglo V d. C., con el descubrimiento de la Lira de Abingdon en Inglaterra.

## Otros instrumentos
- Cítara
- Kithara
- Hydraulis
- Aulós (instrumento)
- Tympanum
- Kinnor
- Música de la Antigua Grecia
- Música de la Antigua Roma